# Gruffalo
Gruffalo (v anglickém originále The Gruffalo) je britsko-německý krátkometrážní film z roku 2009. Režisérem filmu je duo Max Lang a Jakob Schuh. Hlavní role ve filmu ztvárnili Helena Bonham Carter, James Corden, Robbie Coltrane, Tom Wilkinson a John Hurt.

## Obsazení
| Helena Bonham Carter | matka veverka/vypravěčka |
| James Corden         | myšák                    |
| Robbie Coltrane      | Gruffalo                 |
| Tom Wilkinson        | liška                    |
| John Hurt            | sova                     |
| Rob Brydon           | had                      |
| Sam Lewis            | první malá veverka       |
| Phoebe Givron-Taylor | druhá malá veverka       |